# The Last Man on Earth (serie televisiva)
The Last Man on Earth è una serie televisiva statunitense ideata e interpretata da Will Forte e trasmessa dalla Fox a partire dal 1º marzo 2015. Si tratta di una commedia ambientata in un futuro postapocalittico in cui Forte interpreta l'ultimo uomo sulla Terra.
L'episodio pilota è stato scritto e diretto da Phil Lord e Christopher Miller. L'8 aprile 2015 la serie è stata rinnovata per una seconda stagione, mentre il 24 marzo 2016 viene rinnovata per la terza stagione. Il 10 maggio 2017, la serie viene rinnovata per la quarta stagione. Il 10 maggio 2018, viene cancellata dopo quattro stagioni.

## Trama

### Prima stagione
Nel 2020, dopo che una pandemia ha ucciso tutti gli abitanti della Terra, Phil Miller vaga per gli Stati Uniti cercando altri sopravvissuti; dopo non aver trovato nessuno fa ritorno nella sua città natale, Tucson, Arizona; Phil capisce di essere l'ultimo uomo sulla Terra, ma poco prima di suicidarsi in preda alla disperazione e al desiderio di incontrare una donna, compare Carol, una donna brutta, fastidiosa e pedante.
Su insistenza di Carol i due si sposano in modo da poter ripopolare la Terra, ma il giorno dopo incontrano un'altra donna, Melissa, bionda e attraente, per la quale Phil fatica a tenere a bada i suoi desideri, al punto da convincere Carol che lui "deve" fare sesso anche con lei, "per puro scopo di ripopolamento", essendo lui l'unico uomo al mondo.
Ma un giorno, inaspettatamente, una quarta persona giunge a Tucson, dove si sono insediati i tre: Todd, che riesce a trovarli proprio grazie alle scritte lasciate da Phil su vari cartelli ("c'è vita a Tucson") e ai fuochi d'artificio sparati da Phil stesso per impressionare Melissa nel giorno in cui era stato stabilito che avrebbero avuto un rapporto sessuale. L'arrivo di Todd fa sì che Phil non sia più l'ultimo uomo sulla Terra, quindi l'incontro va a monte e Phil diventa invidioso di Todd in quanto questo inizia ben presto una felice relazione con Melissa.
Nel corso della serie altri sopravvissuti giungono a Tucson tra cui Erica, e un uomo chiamato anch'egli Phil Miller, che ben presto si scontrerà con Phil e Todd nella lotta per il comando del gruppo. Alla fine Phil farà delle scelte che lo faranno odiare da tutti e dopo essere stato esiliato viene raggiunto da Carol che vuole stare con lui.

### Seconda stagione
Tre anni dopo l'esilio da Tucson del primo Phil (poi chiamato Tandy) ad opera del secondo Phil Miller, il gruppo si trasferisce a Malibù e Tandy porta Carol per riunirsi con gli altri. Phil mette incinta Erica e questi vorrebbe scappare dal gruppo che lo considera ormai un pericolo e dopo poco tempo Tandy lo perdona dopo averlo salvato dal suicidio.
In seguito, dopo la morte del secondo Phil a Natale a causa di un'appendicite, il fratello di Tandy, Mike, rientra da una missione spaziale e si riunisce con lui dopo essere stato portato a Miami da un altro sopravvissuto che ha vissuto in mare fin dall'inizio, Pat. Il rapporto tra i due fratelli è difficile e i due sono continuamente in conflitto tra loro, ma alla fine si riconcilieranno ripensando alla mancanza dei loro genitori.
Poco tempo dopo, Mike contrae il virus e decide di tornare a Tucson per morire senza contagiare i bambini che Carol e Erica presto partoriranno (Carol da Tandy, Erica da defunto Phil Stacey). Tandy lo ritrova e cerca di farlo tornare, ma lui rifiuta.
Un giorno Phil e gli altri vedono un drone volare sopra la villa e qualche settimana dopo Pat Brown, l'uomo che Mike incontrò al suo ritorno sulla Terra, arriva al largo di Malibù e, insieme ad altri due uomini, attacca la villa.

### Terza stagione
L'attacco fallisce perché Melissa uccide uno dei due uomini di Brown, Darrell, mentre l'altro, Lewis, rivela al gruppo che Pat aveva già ucciso una persona e che lui vorrebbe unirsi a loro. Pat scopre che Tandy è il fratello di Mike e, credendo di aver contratto il virus da lui, tenta di uccidere tutti con un fucile, ma il gruppo insieme a Lewis riesce a scappare. L'uomo tenta nuovamente di ucciderli per fermare la loro fuga, ma viene investito dal furgone dell'A-Team, probabilmente morendo sul colpo.
Dopo un breve tragitto, il gruppo bivacca nella casa di Cher e Tandy va a controllare se Pat sia veramente morto, ottenendo esito positivo. Tornato indietro, racconta a Todd una bugia per fargli espiare i suoi sensi di colpa, e nonostante una messinscena architettata da lui e Carol, l'uomo perdonerà l'amico nonostante gli abbia mentito.
Tornati nella loro abitazione, si accorgono della scomparsa del sacco che conteneva il presunto cadavere di Pat. La scomparsa del loro nemico mette in paranoia l'intero gruppo che cerca di escogitare il sistema per liberarsi definitivamente di lui. Alla fine decideranno di usare la soluzione più semplice, ma che a Tandy non piace, ovvero lasciare Malibu. 
Prima di abbandonare la città il gruppo saluta per l'ultima volta le persone perdute durante il tempo, ovvero Gordon, Phil, Darrell e Cher e parte per una nuova destinazione.
Dopo un lungo viaggio, i protagonisti trovano a pochi chilometri da San Francisco un complesso di uffici incompleto e vi creano la loro nuova residenza. Todd è combattuto se stare con Melissa o Gail, ma quest'ultima lo spinge a stare con Melissa, che dopo un attimo di pazzia e smarrimento, sembra finalmente pronta per avere un bambino con lui. 
Il tempo passa e dopo aver salutato ed assistito alla morte di Lewis, partito in aereo per il Giappone alla ricerca del marito con pochissima esperienza di volo. 
Tandy incontra un ragazzino travestito da Yoda, che il gruppo decide di chiamare Jasper, dal nome della marca dello zainetto, in quanto il ragazzino non vuole parlare con nessuno, soprattutto con Tandy.
Il gruppo si imbarca in un yacht per sfuggire alla possibile esplosione di una vicina centrale nucleare ma Pat Brown torna per vendicarsi e uccidere tutti. Fortunatamente viene colpito da una donna, Pamela Brinton, la proprietaria del drone.

### Quarta stagione
Pamela uccide Pat e chiede di potersi unire al gruppo con il compagno, l'ammiraglio Roy Billups. Ma Pat, ancora vivo, spara a Roy, provocando la reazione della donna che lo uccide definitivamente.
Rimasta senza un compagno, Pamela abbandona il resto del gruppo su una scialuppa e rapisce Tandy per poter avere un compagno. Tuttavia l'uomo convince la donna a recuperare gli altri. 
Arrivati, di nuovo tutti insieme, su un'isola, incontrano un uomo di nome Glenn, da anni naufrago lì, che si innamora di Pamela, ormai isolata dal gruppo, e le promette di starle sempre vicino. Alla fine i due abbandonano il gruppo per scoprire la sorte dei figli di Glenn.
Dopo la loro partenza, il gruppo arriva in Messico, nella città di Zihuatanejo, per insediarsi in una villa che era stata la sede di una famiglia malavitosa. È lì che prima Erica partorisce una bambina e, subito dopo, Carol partorisce una coppia di gemelle. Erica sposa Gail. Tandy, cercando Jasper fuggito per le troppe pressioni, libera dal carcere il detenuto Karl, cannibale pluriomicida. Phil lo accoglie nel gruppo ma poi inizia a sospettare di lui e infine è costretto a giustiziarlo.
Il fratello di Tandy, Mike, fa ritorno e trova i superstiti a Zihuatanejo, dimostrando di non essere morto per il virus. Con l'ausilio di un macchinario che mappa il calore, Mike individua una zona dove è segnalato che potrebbero esserci delle forme di vita, vi si reca col fratello ma non trovano nulla perché, come si vede al termine della penultima puntata, in realtà erano stati riscontrati i movimenti di una serie di persone che escono dal sottosuolo con delle maschere. 
Il gruppo decide di stabilirsi in una zona fertile, che permette di coltivare e allevare delle caprette, ma nell'ultima scena si vedono centinaia di persone con la maschera attorno a loro.

## Episodi
| Stagione         | Episodi | Prima TV USA | Prima TV Italia |
| ---------------- | ------- | ------------ | --------------- |
| Prima stagione   | 13      | 2015         | 2015            |
| Seconda stagione | 18      | 2015-2016    | 2016            |
| Terza stagione   | 18      | 2016-2017    | 2017            |
| Quarta stagione  | 18      | 2017-2018    | 2017-2018       |

## Personaggi e interpreti

### Personaggi principali
- Philip Tandy "Phil" Miller (stagione 1-4), interpretato da Will Forte.
Inizialmente, dopo aver cercato segni di vita in tutto il Nord America, pensa di essere l'ultimo uomo sulla faccia della terra. Tornato a vivere a Tucson, Arizona, sua città natale, mentre sta tentando di suicidarsi, scoprirà di non essere l'unico uomo sulla terra e, piano piano, creerà una comunità con i pochi sopravvissuti che arrivano grazie alle scritte che ha lasciato per gli Stati Uniti.
- Carol Andrew Pilbasian (stagione 1-4), interpretata da Kristen Schaal.
È una sopravvissuta alla pandemia che, una volta viste le scritte "Alive in Tucson" lasciate in giro da Phil, va a Tucson per cercarlo e sarà la prima persona che Phil incontrerà dopo la pandemia. La sua personalità pedante e moralista metterà a dura prova Phil.
- Melissa Chartres (stagione 1-4), interpretata da January Jones.
È un'altra donna che incontra Phil e Carol. Anche lei ha visto le scritte di Phil e si è recata a Tucson per cercare altri sopravvissuti. Nel corso degli eventi si rivelerà essere mentalmente instabile ma, grazie a delle cure nella terza stagione guarirà.
- Todd (stagione 1-4), interpretato da Mel Rodriguez.
Un uomo che ha visto i fuochi d'artificio lanciati da Phil proprio mentre stava viaggiando verso il Messico. Si è dimostrato pieno di risorse e dal cuore tenero e da subito è simpatico a Carol e Melissa, scatenando la gelosia di Phil. In futuro inaspettatamente diventeranno grandi amici
- Erica (stagione 1-4), interpretata da Cleopatra Coleman.
Una ragazza australiana che viaggia insieme a Gail; le due vedono il fuoco acceso da Phil e vanno poi a vivere insieme ai sopravvissuti. Si fidanza ufficialmente con Phil nella seconda stagione, ma viene lasciata poco dopo il ritorno di Carol. Rimarrà comunque incinta dello stesso, quando questi vorrà abbandonare Malibu. Al termine della terza stagione, partorisce una bambina che chiamerà Dawn e inizierà una felice relazione con Gail
- Gail Klosterman (stagione 1 ricorrente, stagione 2-4), interpretata da Mary Steenburgen.
Una chef ed ex-proprietaria di un ristorante. Viaggia insieme a Erica dopo averla conosciuta alla Casa Bianca. Dopo aver incontrato Phil va a vivere insieme agli altri sopravvissuti. Intraprenderà a metà della terza stagione una relazione con Erica, rimasta sola dopo la nascita della sua bambina.

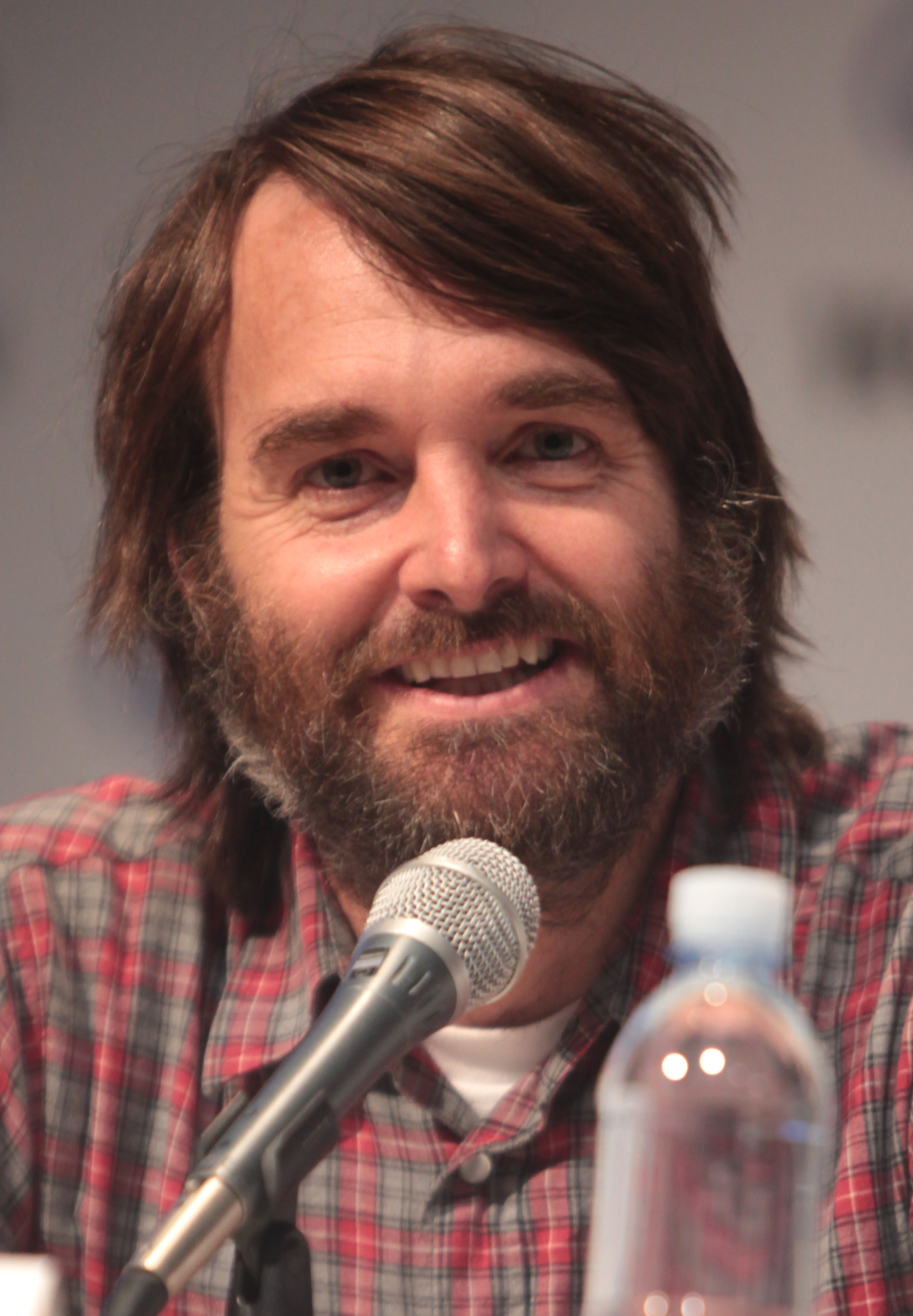
Will Forte è Phil Tandy Miller
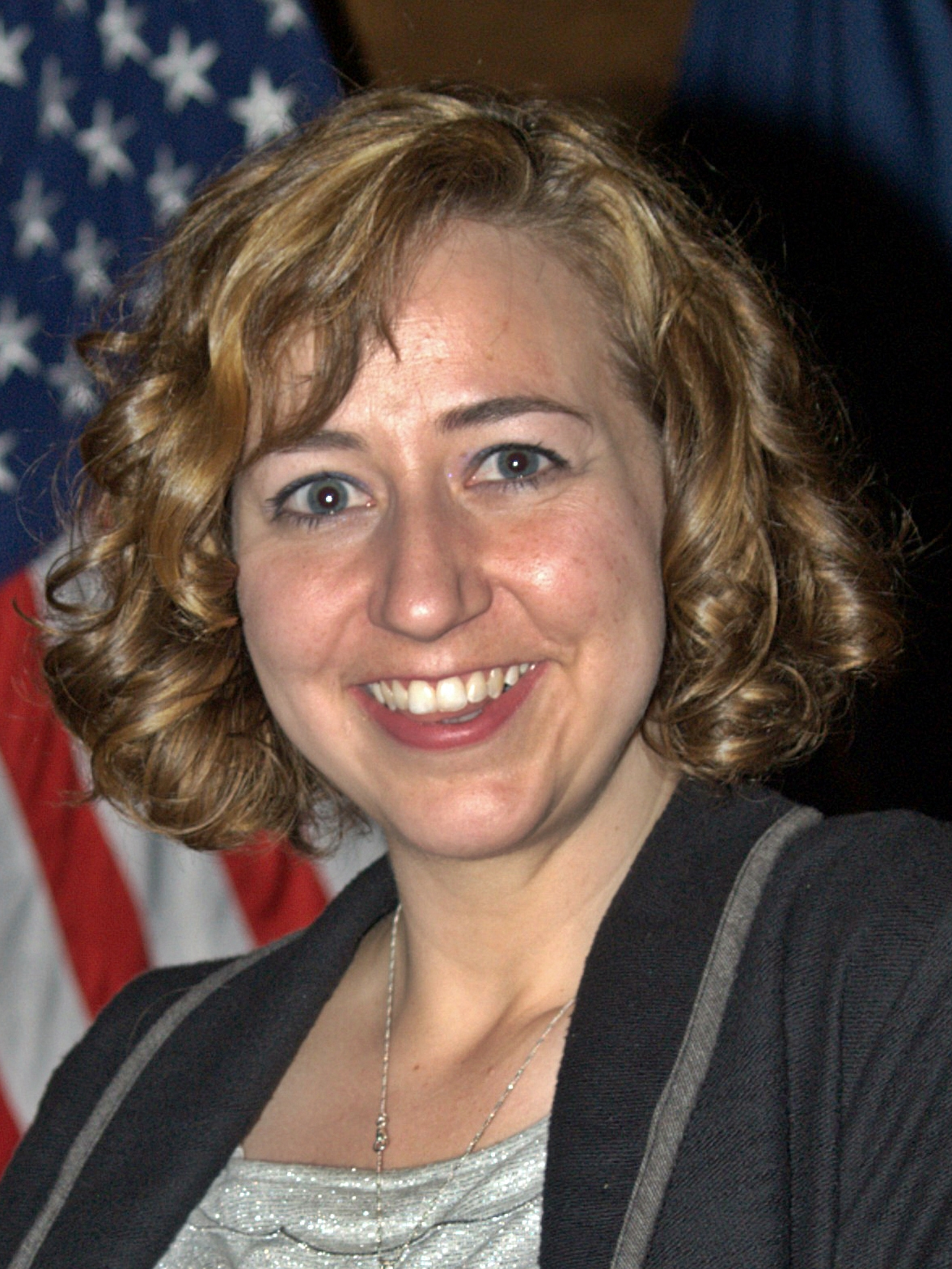
Kristen Schaal è Carol Andrew Pilbasian
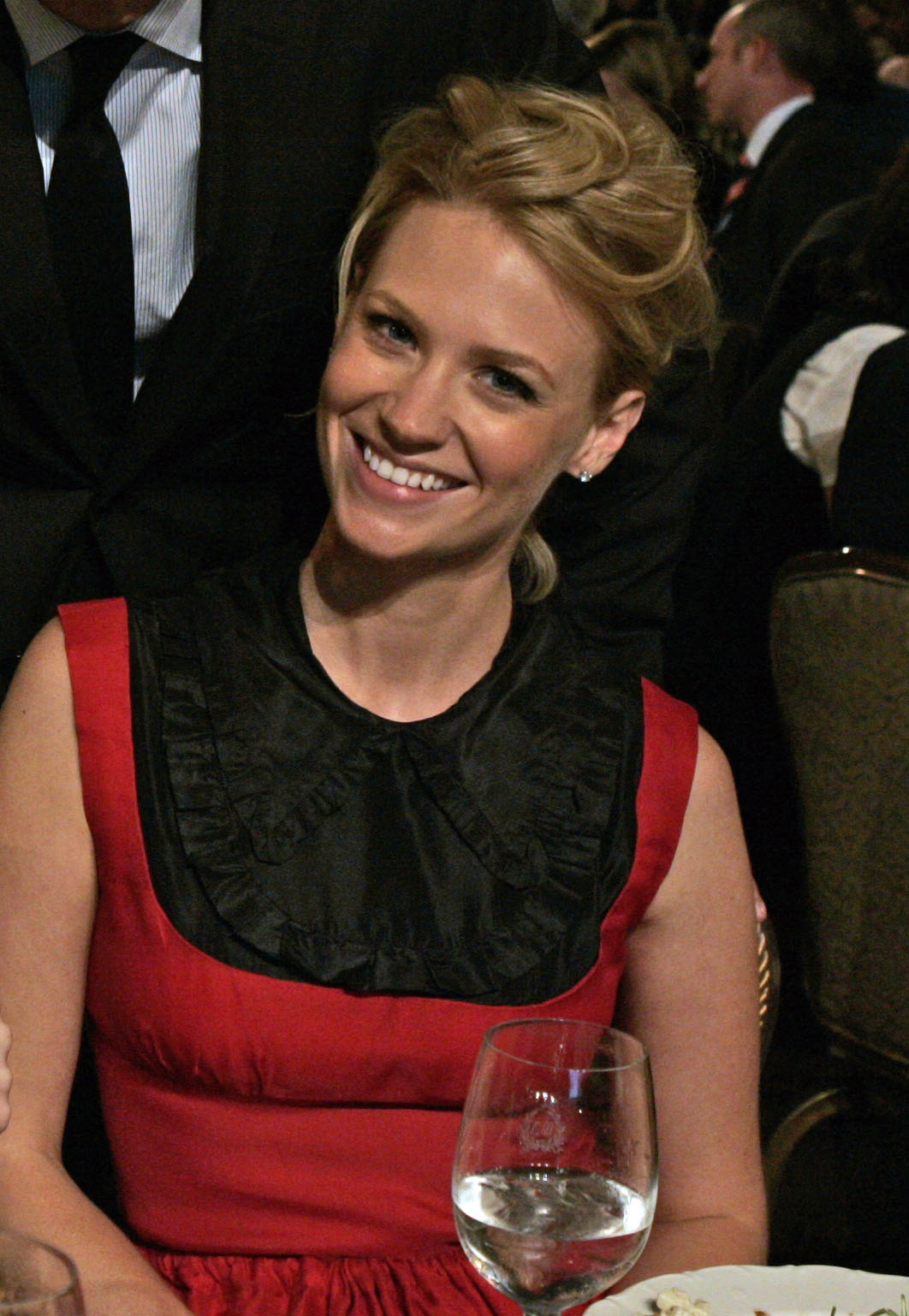
January Jones è Melissa Chartres
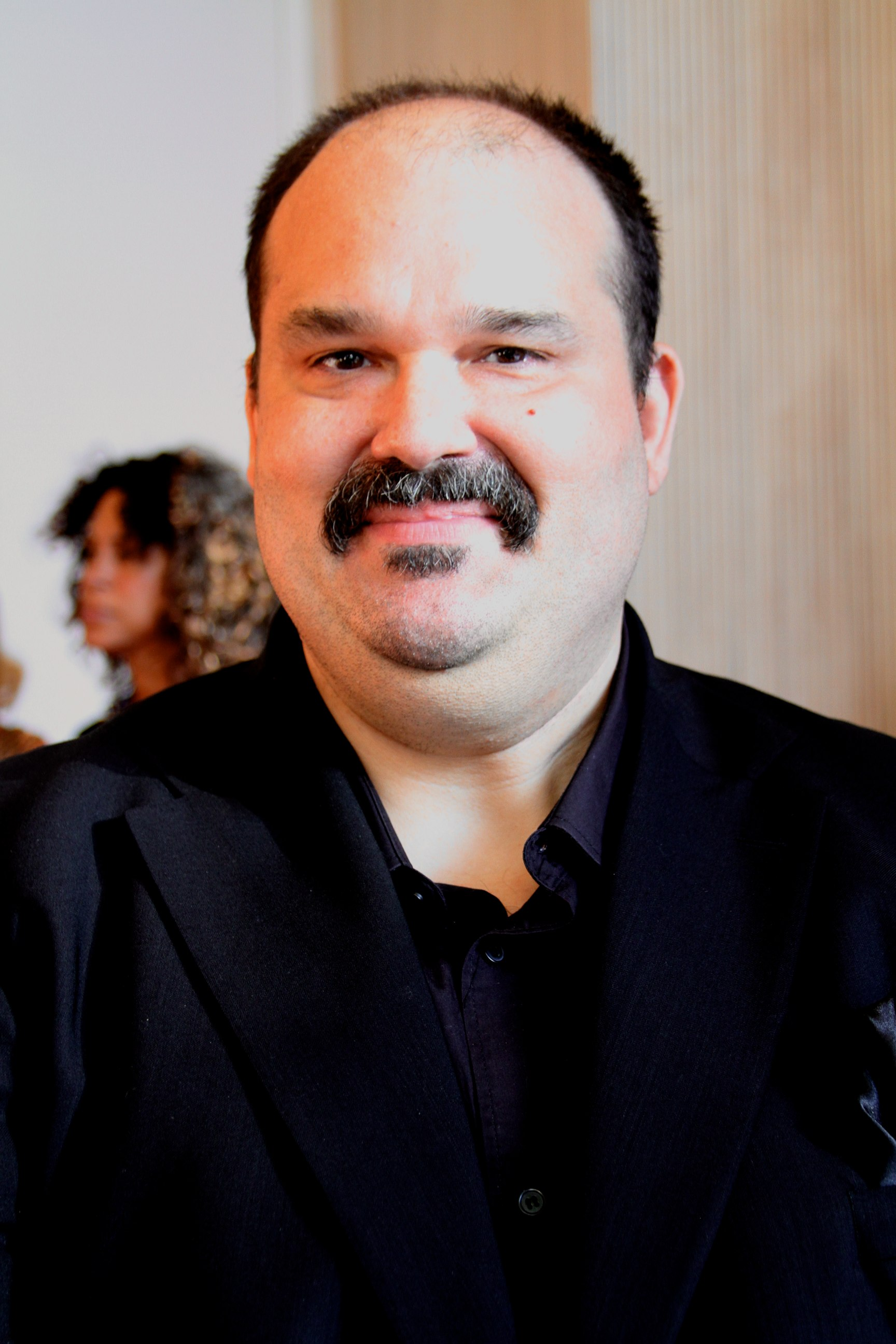
Mel Rodriguez è Todd
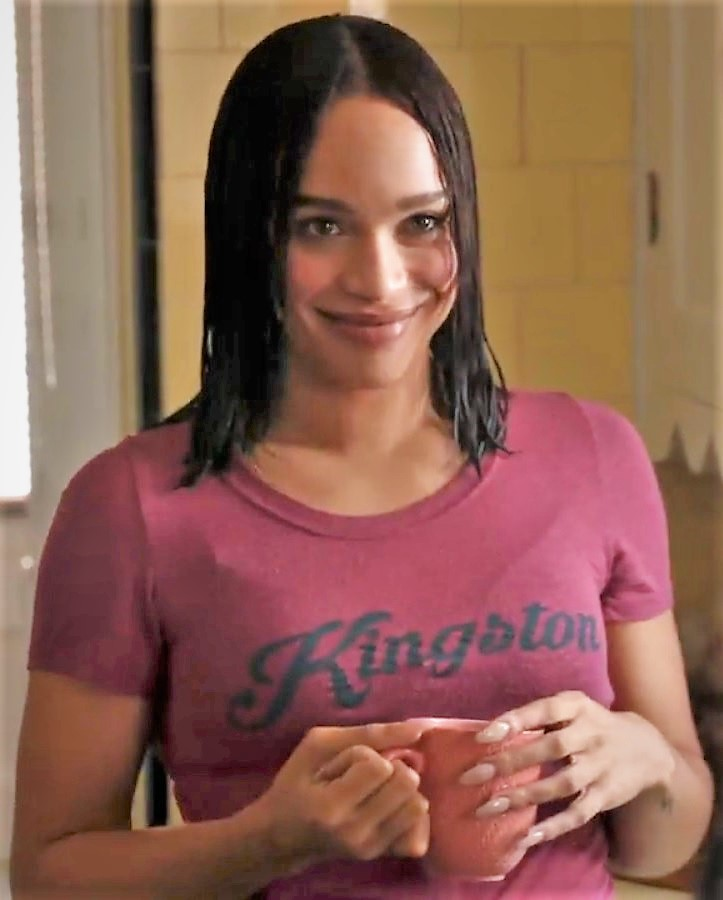
Cleopatra Coleman è Erica
Mary Steenburgen è Gail Klosterman

### Personaggi secondari
- Michael Shelby "Mike" Miller (stagioni 1-2, 4), interpretato da Jason Sudeikis.
L'ultimo uomo nello spazio, vive in orbita nella Stazione spaziale internazionale. È il fratello di Phil Tandy Miller. Vissuto per tre anni sulla navicella con un gruppo di vermi, inizialmente deciso a suicidarsi inalando del gas, riesce rocambolescamente a tornare sulla terra, con l'ultimo verme vivo, chiamato come il fratello. Dopo aver incontrato il pescatore Pat Brown ed essere stato abbandonato dall'uomo a Miami, si ricongiungerà con il fratello, dopo aver risolto le loro diatribe a causa di una ragazza di nome Christine. Nel finale della seconda stagione, torna a Tucson quando crede di stare per morire a causa del virus, non prima di aver salutato il fratello, forse per sempre. Nella terza stagione il fratello torna brevemente nella loro casa e lascia un biglietto a Mike nella sua stanza (senza entrarci), facendo intendere che forse potrebbe essere ancora vivo. Nella quarta stagione si ricongiungerà con il gruppo a Zihuatanejo. Nel finale della quarta stagione si separerà nuovamente dal gruppo in cerca di sopravvissuti.
- Philip Stacy "Phil" Miller (stagioni 1-2), interpretato da Boris Kodjoe.
Proviene dalla Carolina del Nord ed è un ex-membro della Forze Speciali. Trova Phil svenuto in cima a un cartellone pubblicitario e lo salva. È anche un appaltatore, e le sue doti come costruttore - e anche il suo bell'aspetto - lo rendono presto il favorito tra le donne del gruppo, scatenando la gelosia di Phil e Todd, che pianificheranno di ucciderlo. Sfortunatamente Todd rivelerà il piano di Phil Tandy, e dopo che questi ha rotto l'unica lampada funzionante, tirerà fuori il suo lato oscuro lasciandolo a morire nel deserto. Sei mesi dopo, trasferitosi con il gruppo a Malibu, intraprende una relazione con Erica, pur essendo ancora innamorato di Carol, dalla quale lei rimane incinta e con la quale rompe subito dopo. Non riesce a risolvere i suoi alterchi con Tandy, ritenendolo colpevole di tutto ciò che gli è accaduto da quando lo salvò dal cartellone e in un primo momento tenta il suicidio, ma viene salvato dallo stesso, per poi tentare la fuga verso il Canada, ma deciderà di rimanere con gli altri. Tuttavia a Natale, si ammala di appendicite, e Gail cerca di operarlo per salvargli la vita, senza successo. Durante il suo funerale, si scopre che anche lui aveva un secondo nome particolare, ovvero Stacy.
- Lewis (stagione 3), interpretato da Kenneth Choi.
Uno dei due uomini che insieme a Pat Brown attacca la casa del gruppo. Di professione arborista, decide di unirsi al gruppo principale dopo che ha rivelato l'indole omicida di Pat. È dichiaratamente omosessuale. Nel tentativo di raggiungere il marito, credendolo ancora vivo a Tokyo, dove aveva lasciato sue notizie prima dell'epidemia, muore schiantandosi col velivolo che aveva utilizzato per partire.
- Pamela Brinton (stagione 3-4), interpretata da Kristen Wiig.
Ricca donna filantropa che vive dentro un bunker durante l'epidemia con il suo adorato cane Jeremy. Possiede un drone che venne però abbattuto da Melissa durante il tempo in cui il gruppo era a Malibù. Uscirà quindi dal bunker dopo che il suo cane sarà scappato e si metterà alla ricerca del gruppo di sopravvissuti. Arrivata ad un porto dove si trovavano gli altri, uccide Pat Brown sparandogli in testa prima che l'uomo cercasse di uccidere Tandy. Si vendica nuovamente su Pat quando questi uccide il suo compagno e cerca di intraprendere una relazione con Tandy facendolo suo prigioniero. Il gruppo riesce a salvarlo e punisce Pamela, ma alla fine viene perdonata e dopo essere sbarcata su un'isola deserta incontra Glenn, con cui intraprende una relazione e si metteranno alla ricerca dei figli scomparsi dell'uomo.
- Jasper (stagione 3-4), interpretato da Keith L. Williams.
Un bambino incontrato dal gruppo durante un giorno qualsiasi. Inizialmente vestito da Yoda, non interagirà molto con gli altri, soprattutto con Tandy, l'unico che cerca di farselo amico senza nessun risultato.
- Glenn (stagione 4), interpretato da Chris Elliott.
Uomo incontrato dal gruppo su un'isola deserta dove si è trasferito da tempo. Decide di partire con gli altri alla ricerca di altre persone sopravvissute e soprattutto dei suoi figli e diventa il nuovo compagno di Pamela.
- Karl Cowperthwaite (stagione 4), interpretato da Fred Armisen.
Uno pericoloso serial killer affetto da cannibalismo rinchiuso in una prigione vicino Zihuatanejo, trovato da Tandy, Todd e Jasper. Il suo Modus Operandi consiste nel farsi invitare a casa delle vittime, farne dei ritratti ed ucciderle con i coltelli. L'uomo è l'unico sopravvissuto della prigione, e la guardia Martinez, a capo della stessa, aveva progettato di farlo morire da solo, prima del ritrovamento dei due uomini del gruppo. Karl ha rubato l'identità di Martinez ed è entrato nel gruppo, ma Tandy e Todd lo scoprono.

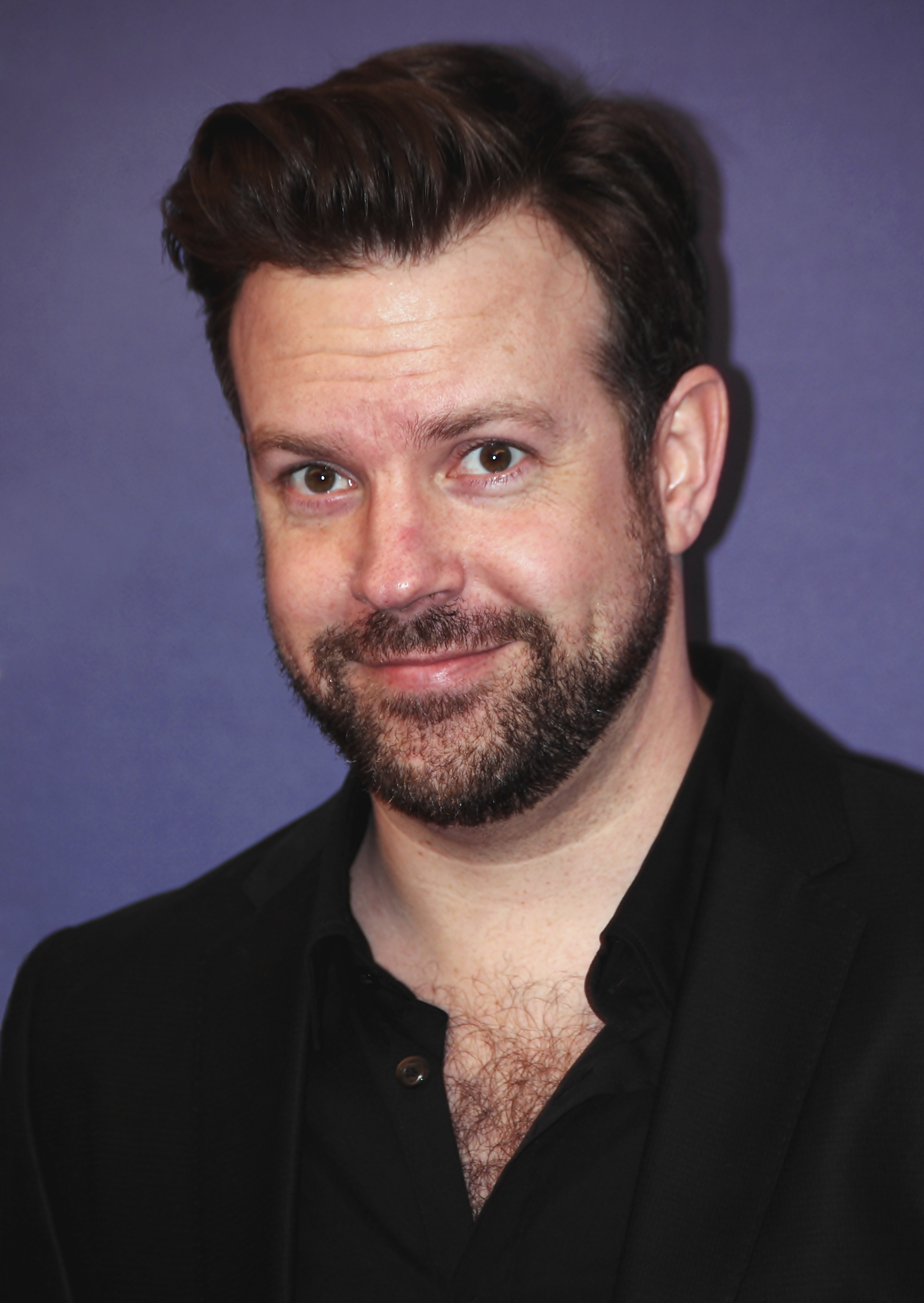
Jason Sudeikis è Mike Miller
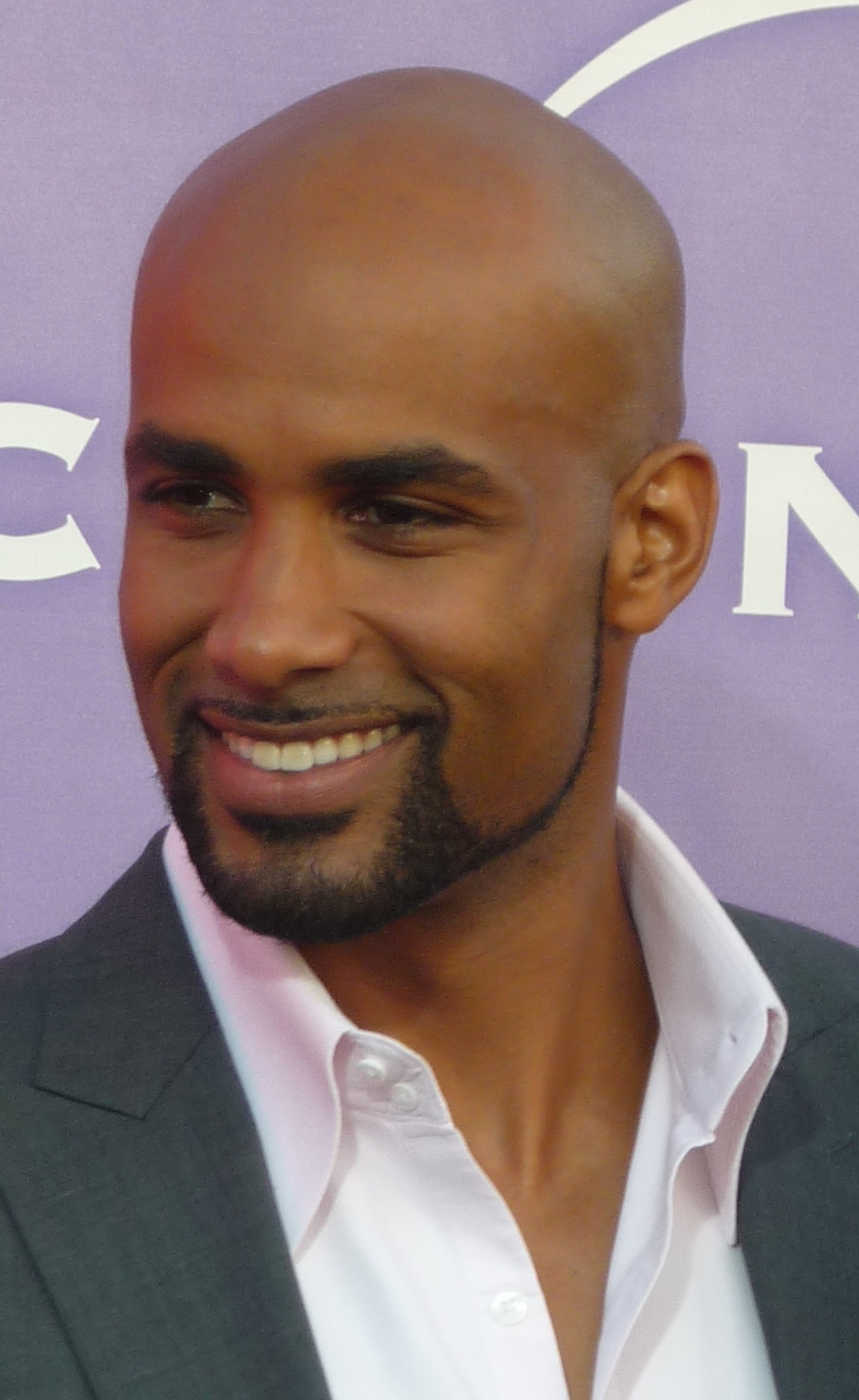
Boris Kodjoe è Phil Stacy Miller
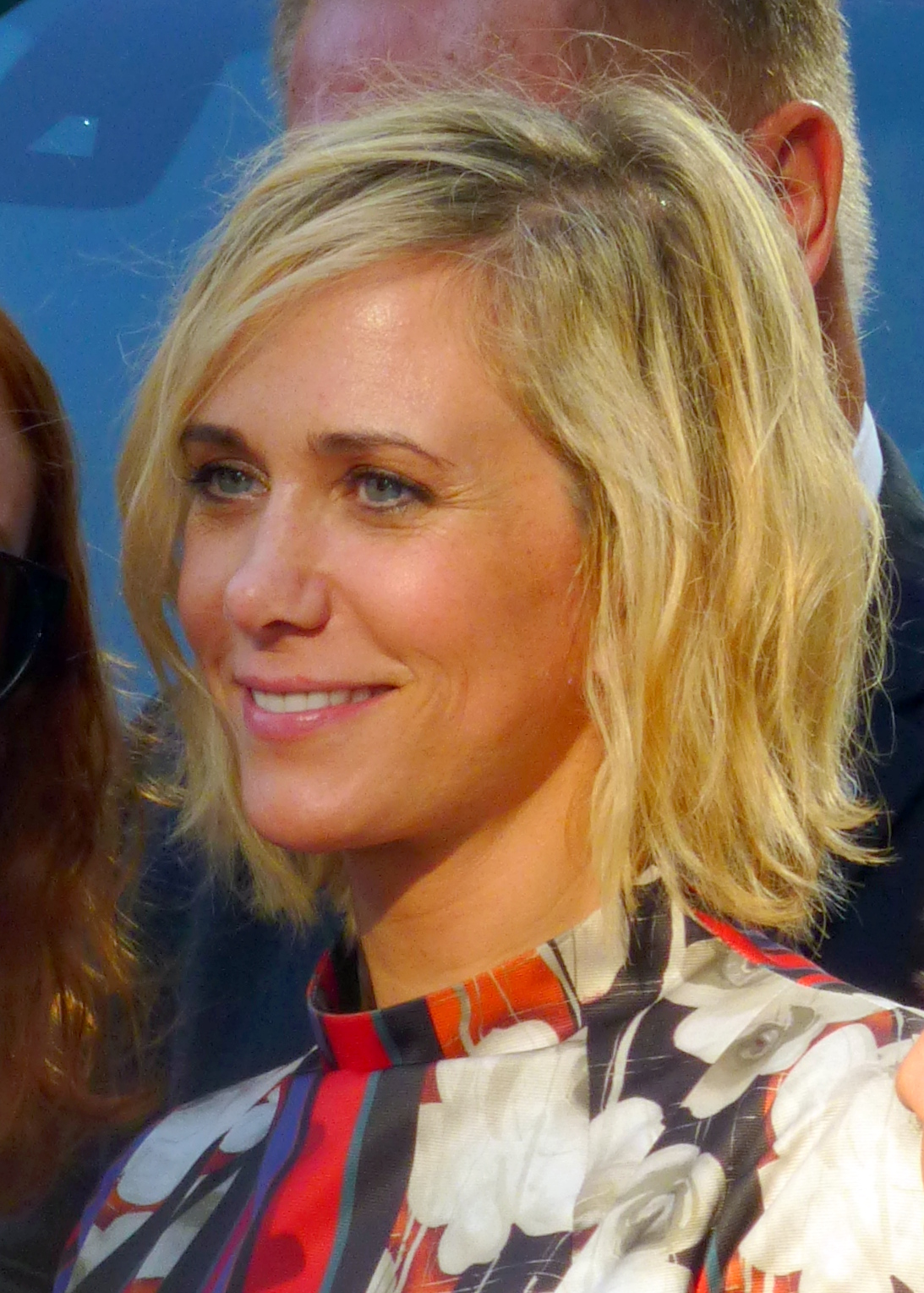
Kristen Wiig è Pamela Brinton
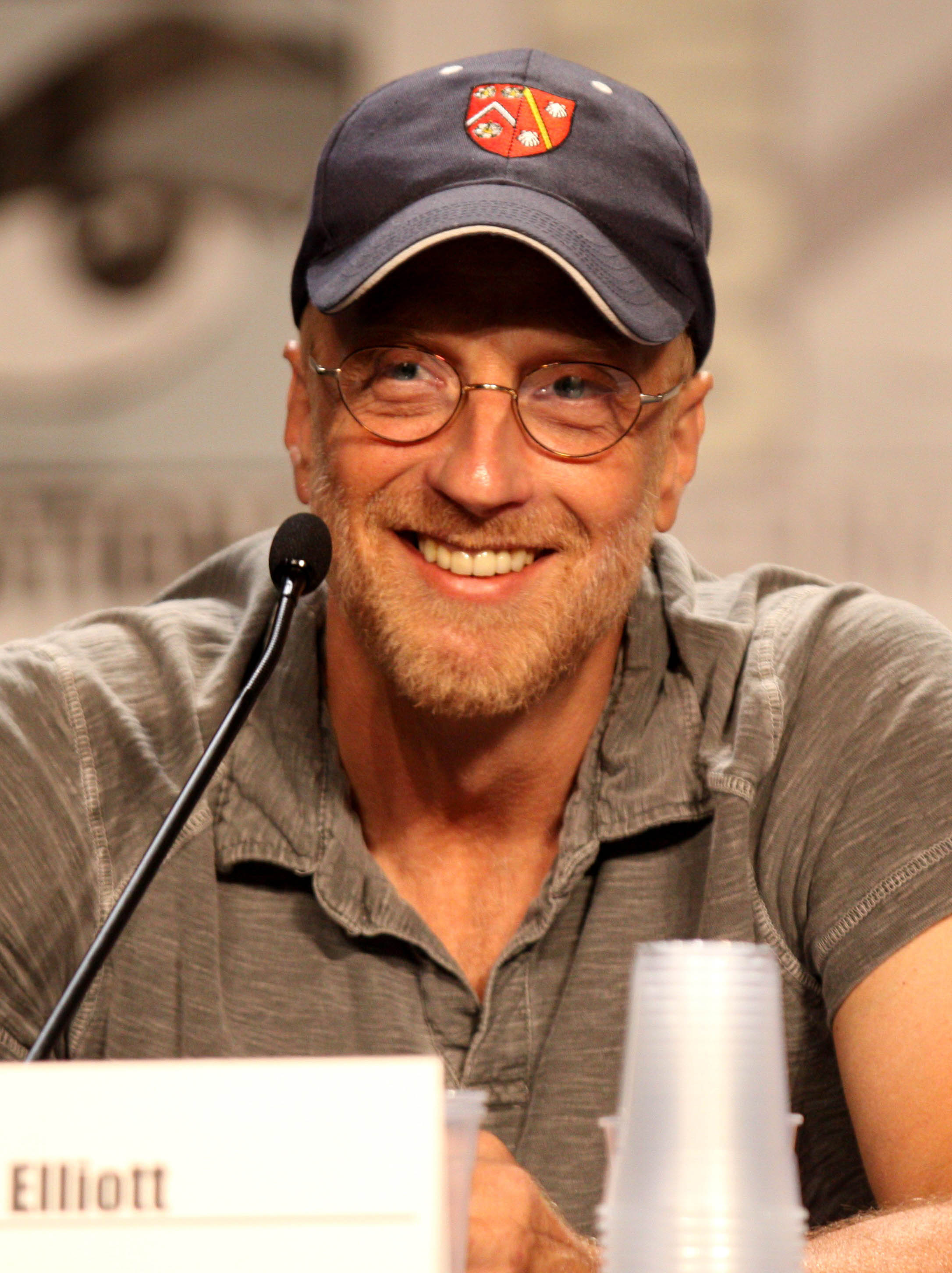
Chris Elliott è Glenn
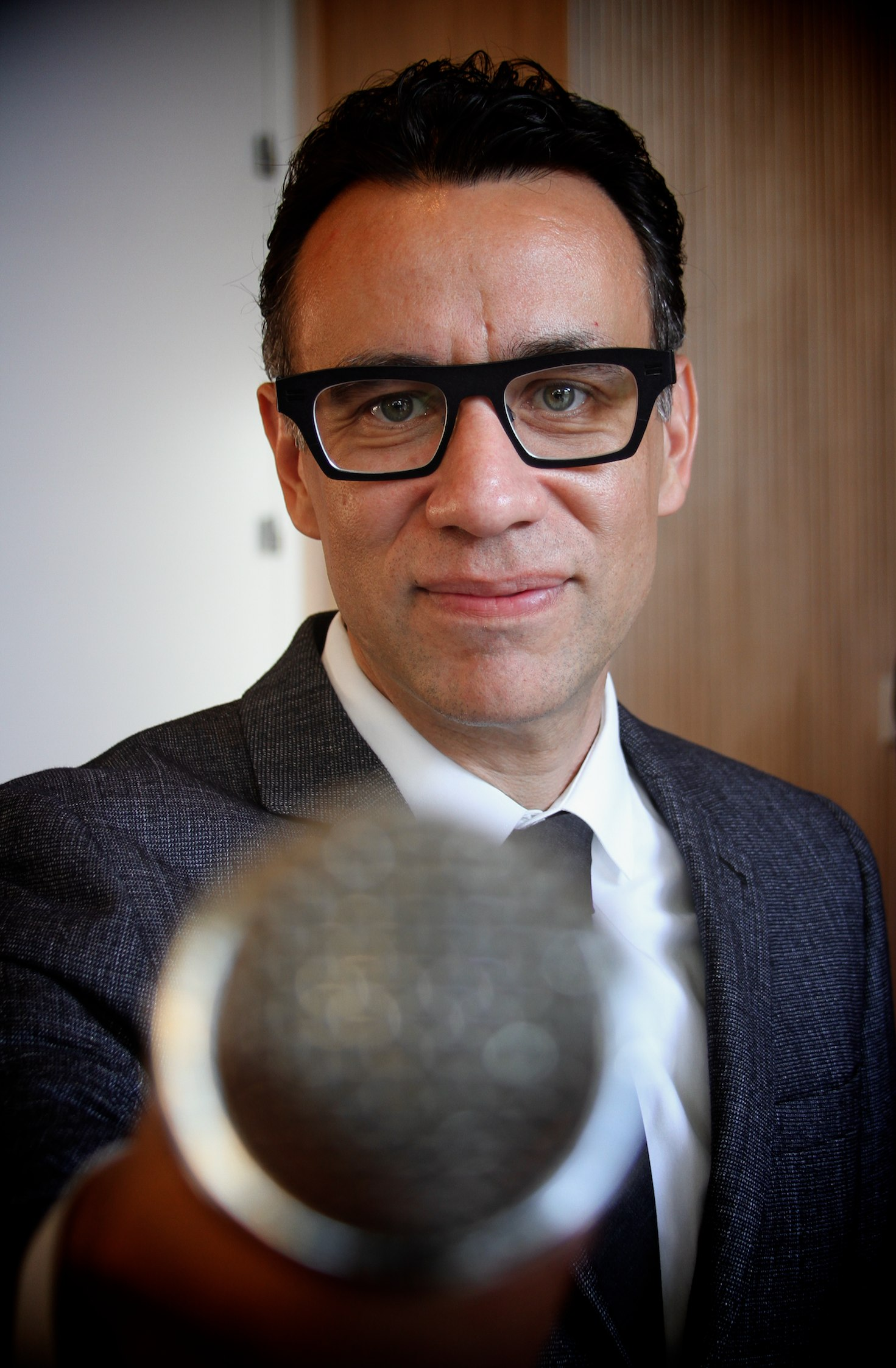
Fred Armisen è Karl Cowperthwaite

### Guest star
- Victoria (stagione 1), interpretata da Alexandra Daddario.
Una bellissima ragazza che appare come allucinazione a Phil prima che tentasse il suicidio.
- Gordon Vanderkruik (stagione 2), interpretato da Will Ferrell.
Ultimo sopravvissuto della città di Malibu, dove il gruppo si trasferisce da Tucson. Muore d'infarto quando Carol appare all'improvviso davanti a lui. Prima di morire, ha avuto una relazione con Gail. Sulla sua lapide si scopre che aveva 45 anni.
- Phil Tandy Miller da bambino (stagione 2), interpretato da Jacob Tremblay.
Il protagonista da piccolo visto in alcune foto e flashback. Durante l'infanzia veniva soprannominato "Sgomma mutande".
- Pat Brown (stagioni 2-4), interpretato da Mark Boone Junior.
La prima persona che Mike Miller incontra appena tornato sulla Terra. Ex giocatore di tennis, ha vissuto sul suo yacht fin dall'inizio dall'epidemia diventando paranoico e frustrato. Abbandonerà Mike a Miami credendolo infetto. Torna nel finale della seconda stagione con altre due persone per attaccare la residenza di Malibu probabilmente per prenderne il possesso. Dopo l'irruzione e la morte di uno dei due uomini decide di fare amicizia con Tandy, anche se nasconde intenzioni poco amichevoli. Dopo aver scoperto che Mike era il fratello di Tandy crede di essere stato infettato dal virus dell'astronauta e tenta di uccidere tutti, ma il gruppo riesce a scappare col furgone dell'A-Team. L'uomo, dopo aver sparato un secondo colpo col fucile viene apparentemente ucciso investito dal furgone. Tandy chiude il suo cadavere in un sacco dell'immondizia che poco dopo scompare misteriosamente. Al termine della terza stagione, si scopre essere sopravvissuto e sorveglia da lontano il gruppo sulla sua nave, ma viene ucciso da Pamela Brinton una volta sceso a terra prima che questi tenti di uccidere Tandy. All'inizio della quarta stagione uccide il nuovo compagno di Pamela, per poi venire ucciso definitivamente dalla donna un attimo dopo.
- Darrell (stagione 3), interpretato da Jon Hamm.
Uno dei due uomini che insieme a Pat Brown attacca la casa del gruppo. Viene involontariamente ucciso da Melissa dopo che questi aveva rivelato che lui e gli altri due erano venuti in pace.
- Catherine (stagione 3), interpretata da Laura Dern.
Amica di Pamela che viene ritrovata da lei presumibilmente morta nella sua stanza dove Pamela trova le chiavi che le permettono di accedere al bunker.
- Benjamin Brinton (stagione 3), interpretato da Timothy V. Murphy.
Marito di Pamela morto durante l'epidemia.
- Ammiraglio Roy Billups (stagione 4), interpretato da Jack Black.
Ufficiale della Marina che intraprende una relazione con Pamela. Viene ucciso da Pat Brown prima di salire a bordo della barca con gli altri.
- "La Abuela" Gordillo (stagione 4), interpretata da Alma Martinez.
Padrona del cartello di droga di Zihuatanejo che ha occupato nel 2017 la villa dove il gruppo si instaura nel presente. Il suo impero è affidato attualmente al suo scagnozzo Panchito.
- Hector (stagione 4), interpretato da Jack Guzman.
Uno sgherro di La Abuela che nel 2017 costruì una bomba per ucciderla, ma venne ucciso lui stesso, rendendo ignota l'ubicazione della stessa bomba.
- Zoe (stagione 4), interpretata da Leighton Meester.
Una donna portata da Karl ad un deludente appuntamento.
- Guidatore SUV (stagione 4), interpretato da Martin Short.
Un uomo che Karl uccide mentre sta scappando in Messico.

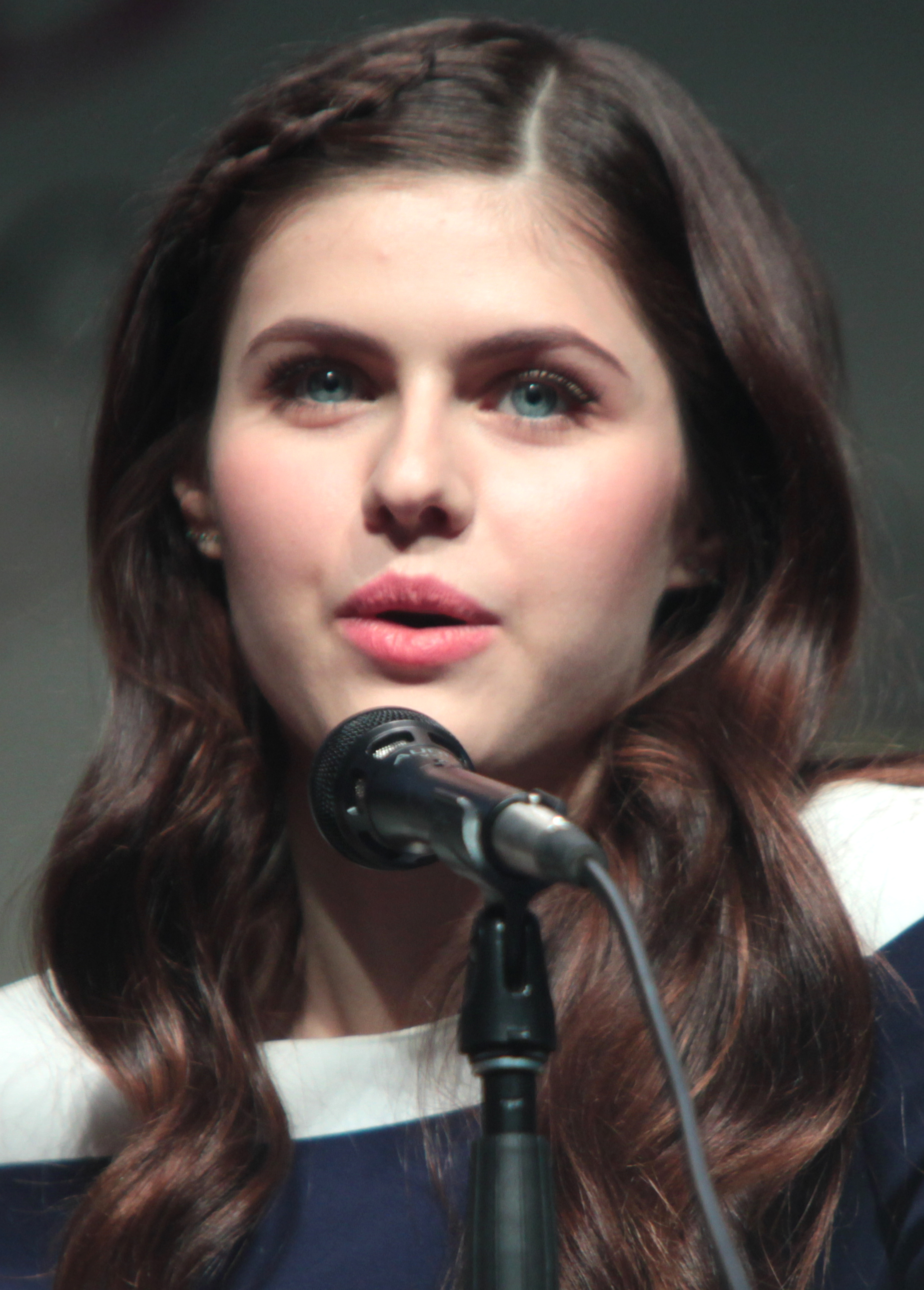
Alexandra Daddario è Victoria
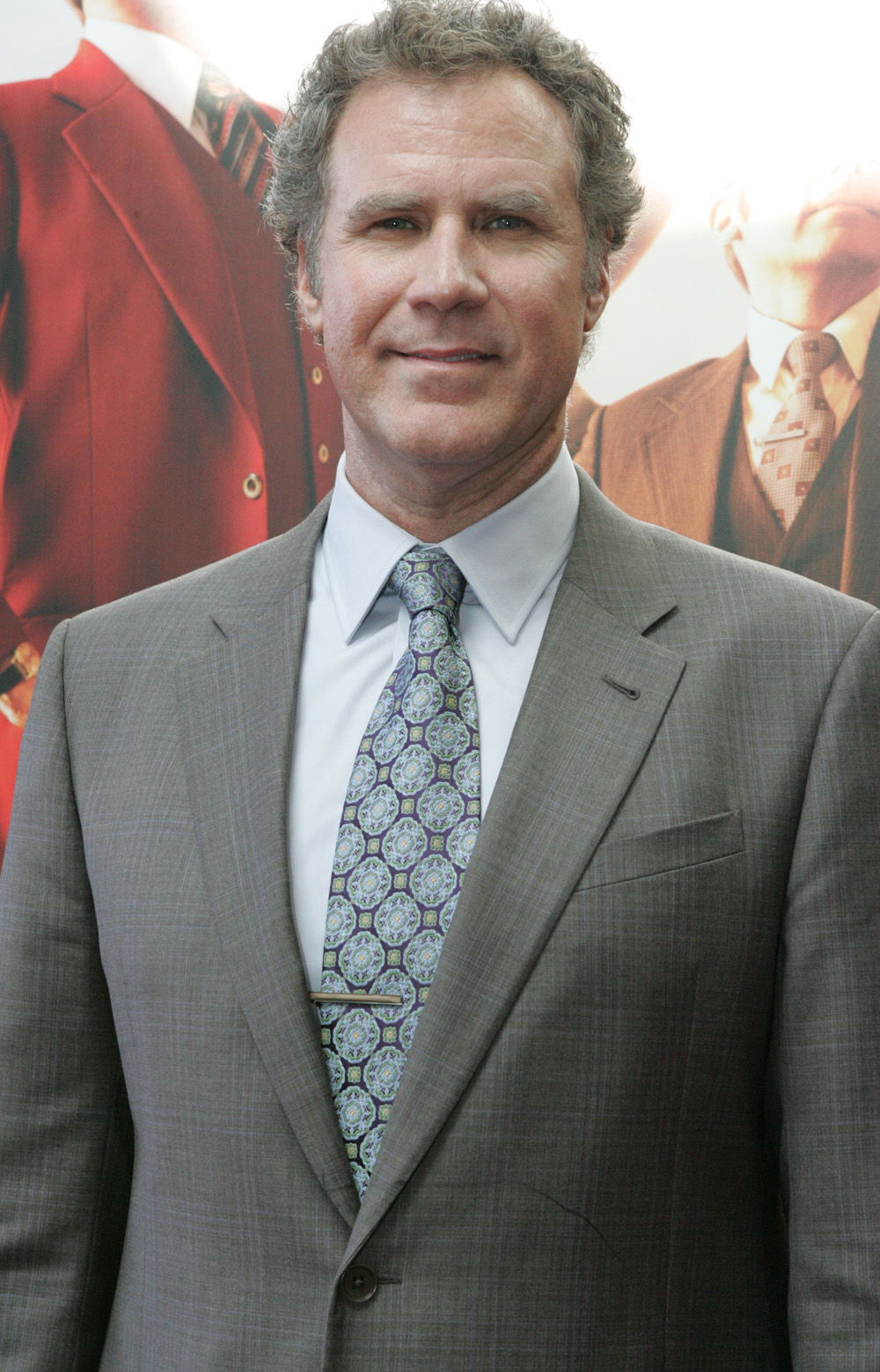
Will Ferrell è Gordon Vanderkruik
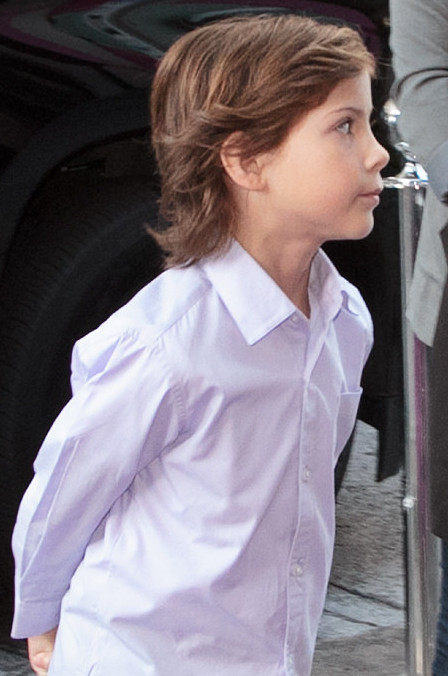
Jacob Tremblay è Phil Tandy Miller bambino
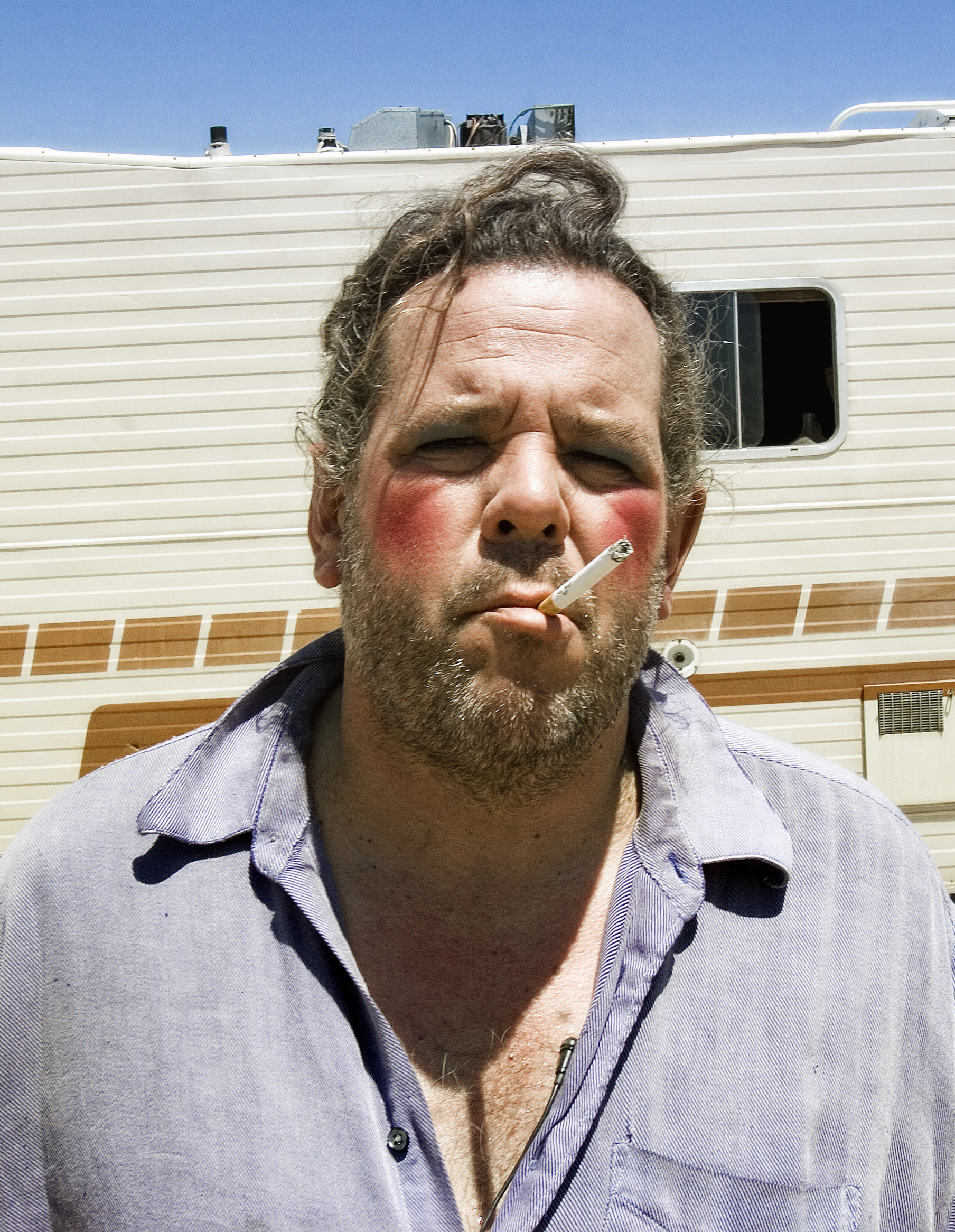
Mark Boone Junior è Pat Brown
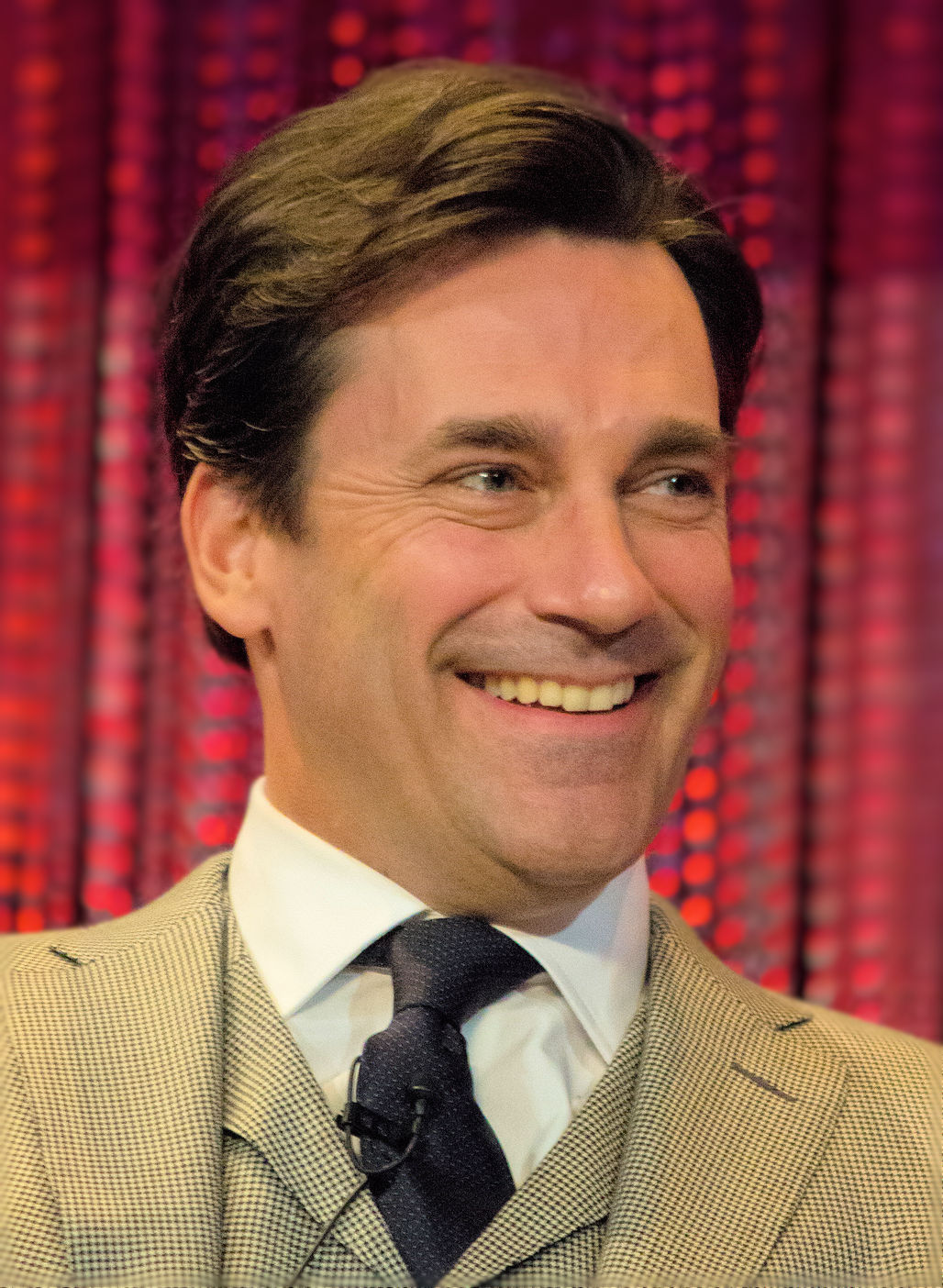
Jon Hamm è Darrell
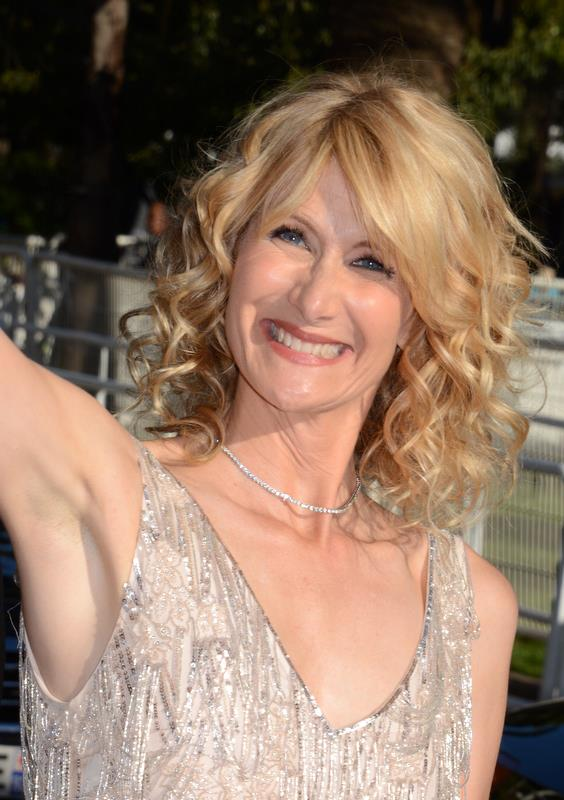
Laura Dern è Catherine
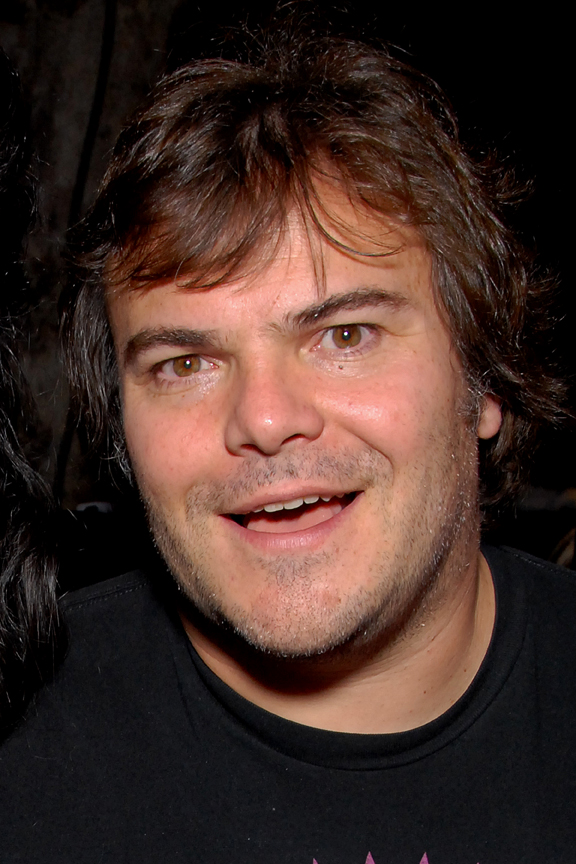
Jack Black è Roy Billups
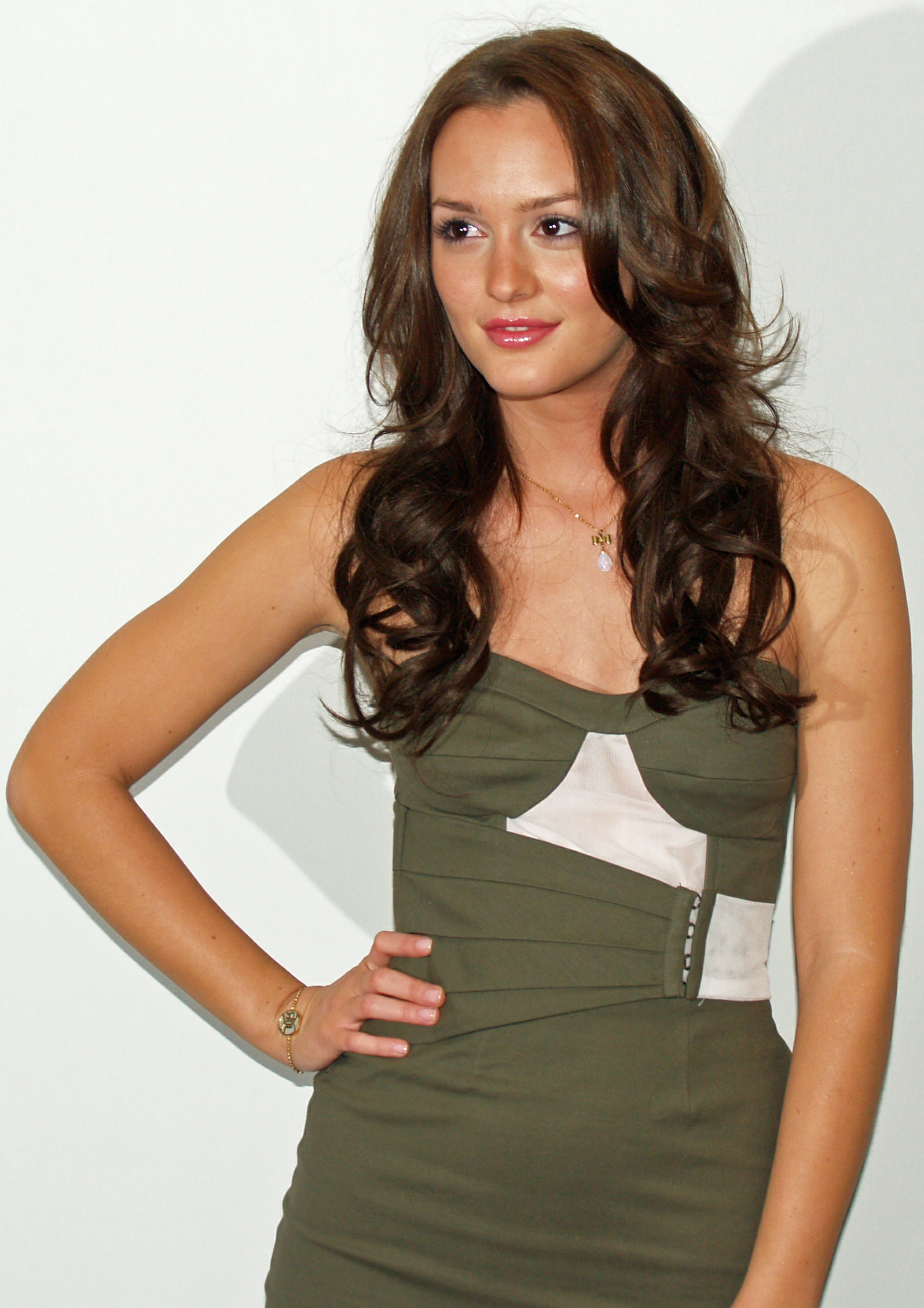
Leighton Meester è Zoe
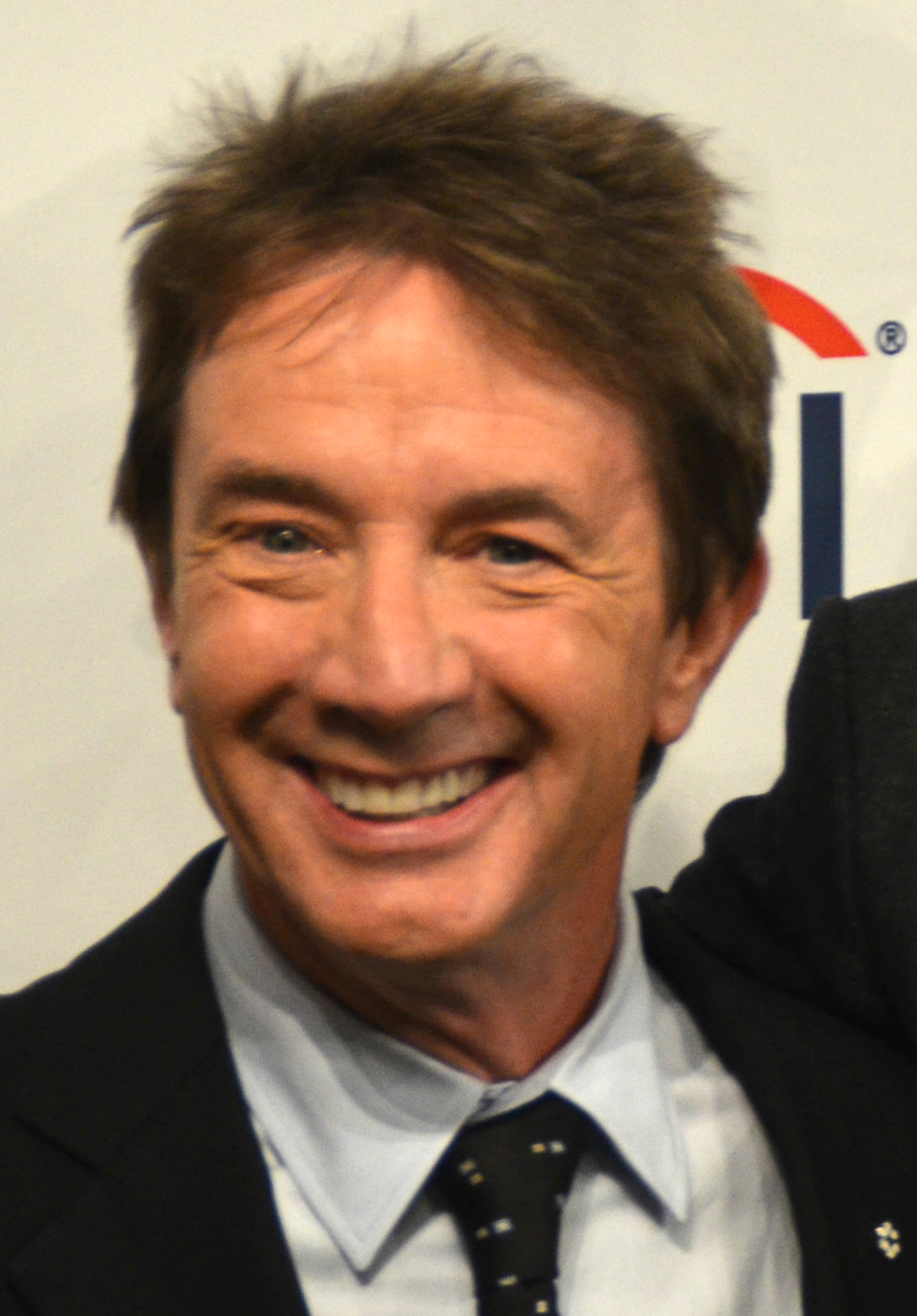
Martin Short è il Guidatore SUV

## Produzione
L'idea iniziale dello show fu di Phil Lord e Chris Miller, che avevano inizialmente pensato a un film. I due raccontarono la storia a Will Forte, loro collaboratore e ex membro del Saturday Night Live, che aggiunse del suo alla storia e le diede la giusta direzione. Il trattamento di Forte, scritto in appena due giorni, girò per l'ambiente di Hollywood accogliendo pareri positivi. Inizialmente Miller, Lord e Forte volevano proporre la serie a una rete via cavo o a un servizio on demand, poiché credevano che un canale satellitare avrebbe imposto troppi limiti, ma la Fox si propose di produrre lo show poiché voleva fare qualcosa di diverso. La serie è stata annunciata ufficialmente il 12 febbraio 2014 come midseason replacement per i primi mesi del 2015. Lord e Miller hanno anche diretto l'episodio pilota.
Tra i mesi di dicembre 2014 e febbraio 2015, sono entrati a far parte del cast anche January Jones, Kristen Schaal, Mel Rodriguez, Cleopatra Coleman, Mary Steenburgen, e Boris Kodjoe. Nel finale della prima stagione Jason Sudeikis ha interpretato in un cameo l'astronauta Mike Miller, fratello di Phil, l'ultimo uomo nello spazio che cerca quotidianamente di contattare Houston; Sudeikis tornerà nella seconda stagione.
Le riprese della serie sono state molto impegnative, poiché la produzione doveva riuscire a mantenere il silenzio e a non far sentire il rumore delle macchine in lontananza.
Nella seconda stagione si è aggiunto Dan Sterling come produttore esecutivo e come nuovo showrunner, ruolo ricoperto da Forte nella prima stagione.

## Accoglienza

### Pubblico
Il primo episodio è stato visto da 5.70 milioni di spettatori con un rating di 2.3 nella fascia di età 18-49, il risultato più alto della serata in termini di rating. Il secondo episodio, trasmesso subito dopo il pilot, è stato invece visto da 5.67 milioni di spettatori con lo stesso rating del precedente episodio.

### Critica
La serie è stata accolta positivamente dai critici. Su Metacritic ha un punteggio di 72 su 100 basato su 30 recensioni. Tim Goodman dell'Hollywood Reporter l'ha definito "un'idea stranamente semplice ma perfetta che aspettava solo di esplodere", mentre James Poniewozik del TIME ha scritto che è qualcosa che non si vede tutti i giorni in televisione. Willa Paskin di Slate ha definito il programma "ben fatto, raffinato, strano e sorprendentemente divertente". Robert Bianco di USA Today e altri critici hanno inoltre lodato l'interpretazione di Forte.
Alcuni critici, al contrario, come Maureen Ryan di The Huffington Post e David Hinckley del New York Daily News, hanno messo in dubbio il futuro dello show. Mike Hale del New York Times ha definito lo show come "ben fatto, meticoloso nei suoi dettagli comici e ben recitato", notando tuttavia che parte dell'appeal dello show scompare dopo il primo episodio. Brian Lowry di Variety ha scritto che "le premesse richiedono un livello di creatività dai produttori che non viene mantenuto costantemente in questi episodi. Questo non per dire 'Non lo guarderei se lui fosse l'ultimo uomo sulla terra'. Ma come il fato dell'umanità nella serie, nonostante il futuro non sia del tutto senza speranza, non è nemmeno particolarmente roseo".

## Riconoscimenti
Ai Critics' Choice Television Awards 2015 Will Forte è stato candidato come miglior attore protagonista in una serie commedia. Ai Premi Emmy 2015 Forte è stato nominato come miglior attore protagonista in una serie commedia e come miglior sceneggiatura per una serie commedia per l'episodio "Alive in Tucson", mentre Phil Lord e Chris Miller sono stati candidati per la miglior regia per una serie commedia per "Alive in Tucson".